# João Miranda Teixeira
João Miranda Teixeira (* 1. Dezember 1935 in Felgueiras, Distrikt Porto, Portugal) ist emeritierter Weihbischof in Porto.

## Leben
João Miranda Teixeira empfing am 7. August 1960 durch den Bischof von Lublin, Piotr Kałwa, die Priesterweihe und wurde in den Klerus des Bistums Porto inkardiniert.
Papst Johannes Paul II. ernannte ihn am 13. Mai 1983 zum Titularbischof von Castellum Iabar und zum Weihbischof in Porto. Der Bischof von Porto, Erzbischof Júlio Tavares Rebimbas, spendete ihm am 31. Juli desselben Jahres die Bischofsweihe; Mitkonsekratoren waren António Ferreira Gomes, emeritierter Bischof von Porto, und Domingos de Pinho Brandão, Weihbischof in Porto.
Am 7. Oktober 2011 nahm Papst Benedikt XVI. sein aus Altersgründen vorgebrachtes Rücktrittsgesuch an.